# Hong Kong Island
Hongkongøen eller Hong Kong Island (engelsk) er en ø i den sydlige del af Hongkong, Kina. Indbyggertallet var 1.268.112 og indbyggertætheden var 15.915/km² i 2006. Øen blev indtaget af Det Forenede Kongerige i de tidlige 1840'ere, og byen Victoria blev dengang etableret på øen. Den centrale del af øen er det historiske, politiske og økonomiske centrum af Hongkong. Den nordlige kyst af øen danner den sydlige del af Victoria Harbour, som er hovedårsagen til Hongkongs udvikling, pga. dens dybe vande som store handelsskibe foretrækker.
Øen er hjemsted for mange af de mest berømte attraktioner i Hongkong, f.eks. Victoria Peak, Ocean Park, mange historiske attraktioner og forskellige store indkøbscentre. Øen er også berømt for sine bjergkæder, hvor der er rig mulighed for vandreture. Den nordlige del af Hongkongøen danner sammen med Kowloon kernen af det urbane område af Hongkong. Deres samlede areal er ca. 88,3 km² (34,5 mi²) og det samlede indbyggertal (den nordlige del af øen og Kowloon) er ca. 3.156.500, med en indbyggertæthed på 35.700/km² (91.500/mi²)
Øen bliver nogle gange lokalt refereret til som "the island side" (her refereres til sydsiden af Victoria Harbour)
22°15′18″N 114°11′42″Ø / 22.255°N 114.195°Ø